# Senza madre (film 1932)
Senza madre (Eine von uns) è un film del 1932 diretto da Johannes Meyer.

## Produzione
Il film fu prodotto dalla T.K. Tonfilm-Produktion GmbH.

## Distribuzione
Distribuito dalla Paramount-Film e Hisa-Film-Vertrieb GmbH, uscì nelle sale cinematografiche tedesche presentato in prima a Colonia il 4 ottobre 1932.